# 薩利特帕 (阿拉巴馬州)
薩利特帕（英語：Salitpa）是一個位於美國阿拉巴馬州克拉克縣的非建制地區。該地的面積和人口皆未知。

## 地理
薩利特帕的座標為31°37′47″N 88°01′12″W / 31.62972°N 88.02°W，而該地最高點為海拔高度55米（即180英尺）。